# Саша Штегеман
Саша Штегеман (нім. Sascha Stegemann; 6 грудня 1984) — німецький футбольний арбітр, який працює в Нідеркасселі. Судить матчі команди 1. ФК Нідеркассель з футбольної асоціації Середнього Рейну. Арбітр ФІФА, має першу категорію арбітра УЄФА.

## Суддівська кар'єра
Штегеман, арбітр клубу 1. FC Niederkassel, працює на рівні НФС з 2011 року. У січні 2012 року він був включений до списку арбітрів НФЛ для Другої Бундесліги. 2014 році Штегеман був підвищений до рівня арбітра Бундесліги. Герберт Фандель, голова Комітету арбітрів НФС, сказав, що Штегеман є «чітким і сміливим арбітром, який збагатить суддівську бригаду Бундесліги». Рішення про призначення було прийнято з огляду на те, що в наступні роки багато арбітрів Бундесліги, які тривалий час працювали в Бундеслізі, підуть на пенсію у зв'язку з досягненням граничного віку.
31 серпня 2014 року Штегеман дебютував у Бундеслізі в матчі між «Майнцом 05» і «Ганновером 96».

## Особисте життя
Штегеман має диплом державного управління та перший державний екзамен (Staatsexamen). Зараз Штегеман мешкає у Нідеркасселі.